# Trotamundos Tijuana
Trotamundos Tijuana ist ein ehemaliger mexikanischer Fußballverein mit Sitz in Tijuana, Baja California.

## Geschichte
Trotamundos Tijuana wurde im Sommer 2003 mit dem Erwerb der Zweitligalizenz der Cuernavaca Colibríes gegründet. Unter der Leitung des Trainers Carlos Turrubiates startete die Mannschaft in die Apertura 2003 der zweitklassigen Primera División 'A'.
Erfolgreichster Torschütze des nur für eine Halbsaison in Tijuana angesiedelten Vereins war Diego Torres, der in den Punktspielen der Apertura 2003 insgesamt sechs Treffer erzielte; darunter alle drei Tore zum höchsten Auswärtssieg in der kurzen Vereinsgeschichte der Trotamundos, der am 21. September 2003 mit 3:0 gegen die Jaguares de Tapachula erzielt wurde.
Weitere bekannte Spieler von Trotamundos Tijuana waren Gabriel García und der 41-malige mexikanische Nationalspieler Missael Espinoza.
Der höchste Sieg war ein 5:1 gegen die Guerreros de Tlaxcala am 29. Oktober 2003, die höchsten Niederlagen mussten im November 2003 in den Auswärtsspielen bei Atlético Mexiquense (0:5) und UAT Correcaminos (1:7) hingenommen werden.

## Trotamundos Salamanca
Nachdem seine Heimspielstätte für das Jahr 2004 wieder dem Baseball zugeführt wurde, zog das Franchise mit der Bezeichnung Trotamundos (span. für Globetrotter) nach Salamanca, wo es in der  Clausura 2004 unter der neuen Bezeichnung Trotamundos Salamanca antrat.
Am Ende der Saison 2003/04 musste die Mannschaft in die Relegation, wo sie Lobos de la BUAP unterlag und in die drittklassige Segunda División abstieg. Daran konnten auch die zehn Treffer nichts ändern, die der mexikanische Stürmer Domingo Ramírez in der Clausura 2004 für die Trotamundos erzielt hatte.